# Dionís IV
Dionís IV anomenat «el Musulmà» (en grec Διονύσιος Δ' Μουσελίμης) va ser patriarca de Constantinoble per cinc vegades, del 1671 al 1673, del 1676 al 1679, del 1682 al 1684, el 1686 i el 1687, i els anys 1693 i 1694.
Va néixer a Istanbul i va estudiar al Liceu Privat Grec de Fener. El 9 d'agost de 1662 va ser elegit metropolità de Larisa, càrrec que va mantenir fins al 1671, quan va ser nomenat patriarca.
Les dues primeres vegades que va cessar de patriarca (juliol de 1673 i 2 d'agost de 1679), va ser metropolità de Filipòpolis, i després de la tercera era metropolità de Calcedònia (1684). Dionís va ser empresonat pels otomans i va haver de comprar la seva llibertat amb un rescat, tant l'any 1679 com el 1688. Finalment, després de la seva última deposició l'any 1694 es va veure obligat a retirar-se a Bucarest, on va morir el 23 de setembre de 1696 i va ser enterrat al Monestir de Radu Vodă.
Dionís va tenir com a enemic el patriarca Jaume, patriarca de Constantinoble del 1679 al 1682, a qui va obligar a dimitir l'any 1682. Després del seu tercer mandat (1682–1684), quan Parteni IV (1684–85) va ser restaurat per quarta vegada, es va traslladar a Calcedònia fins al 1686. Va tornar a Constantinoble el 7 d'abril de 1686 i va tornar a enderrocar Jaume, que tornava a ser patriarca (1685–86). Va escriure cartes al Patriarca de Moscou i els dos patriarques van establir efectivament la Metròpoli de Kíev, dins del Patriarcat de Moscou. Jaume va prendre represàlies i va oferir una gran suma de diners al Gran Visir que va destituir Dionís el 17 d'octubre.
Durant els anys del seu patriarcat va dictaminar sobre molts temes religiosos i polítics. És important el seu posicionament fixant l'opinió de l'Església Ortodoxa contra les confessions protestants i els teòlegs calvinistes.